# Sergio Gonella
Pour les articles homonymes, voir Gonella.
Sergio Gonella (né le 23 mai 1933 à Asti et mort le 19 juin 2018 dans la même ville) est un  arbitre italien de football, connu pour avoir arbitré une finale de championnat d'Europe et une finale de Coupe du monde.

## Carrière
Sergio Gonella commence sa carrière en 1965, en Serie A, puis devient arbitre international en 1972. Il prend sa retraite de l'arbitrage en 1978 après avoir eu le privilège le 25 juin d'arbitrer la finale de la 11e Coupe du monde entre l'Argentine et les Pays-Bas en Argentine. De 1998 à 2000, il est le président des arbitres italiens.

## Compétitions
Sergio Gonella a officié dans des compétitions majeures :
- Coupe d'Italie de football 1974 (finale)
- Supercoupe de l'UEFA 1975 (finale)
- Euro 1976 (finale)
- Coupe du monde de football de 1978 (2 matchs dont la finale)

Il est par ailleurs l'arbitre du match de légende entre l'AS Saint-Étienne et le Dynamo Kiev en quart-de-finale retour de la Coupe d'Europe des clubs champions, le 17 mars 1976.